# Monarcha (madár)
A Monarcha a madarak osztályának verébalakúak (Passeriformes) rendjébe és a császárlégykapó-félék (Monarchidae) családjába tartozó nem.

## Rendszerezésük
A nemet Nicholas Aylward Vigors és Thomas Horsfield írták le 1827-ben, az alábbi fajok tartoznak ide:
- szürkefejű császárlégykapó (Monarcha cinerascens)
- feketetorkú császárlégykapó (Monarcha melanopsis)
- feketeszárnyú császárlégykapó (Monarcha frater)
- Bougainville-császárlégykapó (Monarcha erythrostictus)
- barnahasú császárlégykapó (Monarcha castaneiventris)
- fehérsapkás császárlégykapó (Monarcha richardsii)
- Yap-szigeti császárlégykapó (Monarcha godeffroyi)
- Tinian-szigeti császárlégykapó (Monarcha takatsukasae)

A többi faj besorolása vitatott, vagy bizonytalan:
- Monarcha rugensis[1] vagy Metabolus rugensis[2]
- Monarcha versicolor[1] vagy Mayrornis versicolor[2]
- Monarcha schistaceus[1] vagy Mayrornis schistaceus[2]
- Monarcha lessoni[1] vagy Mayrornis lessoni[2]
- Monarcha iphis[1] vagy Pomarea iphis[2]
- Monarcha fluxus[1] vagy Pomarea fluxa[2]
- Monarcha nukuhivae[1] vagy Pomarea nukuhivae[2]
- Monarcha mirus[1] vagy Pomarea mira[2]
- Monarcha mendozae[1] vagy Pomarea mendozae[2]
- Monarcha whitneyi[1] vagy Pomarea whitneyi[2]
- Monarcha sclateri[1] vagy Chasiempis sclateri[2]
- Monarcha ibidis[1] vagy Chasiempis ibidis[2]
- Monarcha sandwichensis[1] vagy Chasiempis sandwichensis[2]
- Monarcha banksianus[1] vagy Neolalage banksiana[2]
- Monarcha hamlini[1] vagy Clytorhynchus hamlini[2]
- Monarcha nigrogularis[1] vagy Clytorhynchus nigrogularis[2]
- Monarcha pachycephaloides[1] vagy Clytorhynchus pachycephaloides[2]
- Monarcha vitiensis[1] vagy Clytorhynchus vitiensis[2]
- Monarcha sanctaecrucis[1] vagy Clytorhynchus sanctaecrucis[2]

## Külső hivatkozás
- Képek az interneten a nembe tartozó fajokról